# Suhoi Su-28
Suhoi Su-28 este o varianta descendentă a avionului Suhoi Su-25UB/Su-25T, cu reduceri în avionică și sisteme de avion, împreună cu o reducere mare a capabilității de purtare a armelor.
Avionul de antrenament Su-28 este destinat pentru abilitate tehnică (pilotaj), zbor general și antrenament în formație de zbor. Este de asemenea folosit ca demonstrator de manevre aeriene avansate.

## Descriere generală
Avionul Su-28:
- Este foarte manevrabil.
- Poate decola și ateriza doar cu un singur motor.
- Poate funcționa pe combustibil bazat pe diesel.
- Poate opera de pe drumuri nepavate.
- Poate efectua 18-20 decolări și aterizări într-o singură misiune.
- Poate rezista la aterizări grele.
- Are o mare siguranță și menținere minimă de operare.
- Poate fi echipat cu până la 4 rezervoare PTB-800,fiecare cu o capacitate de 800 de litri.

Avionul Su-28 diferă de modelul de bază Su-25UB prin lipsa:
- Sistemelor de țintire.
- Sistemelor de operare a armelor.
- Armelor de foc interne.
- Suporturilor de aripi.
- Apărătoarelor blindate a motoarelor.
- Controalelor fly-by-wire avansate.
- Contramăsurilor electronice.
- Tuturor sistemelor dedicate operațiunilor aer-sol.